# Verosvres
Verosvres és un municipi francès situat al departament de Saona i Loira i a la regió de Borgonya - Franc Comtat. L'any 2009 tenia 439 habitants.

## Història
| Data d'elecció                           | Identitat         | Partit                    | Qualitat |
| ---------------------------------------- | ----------------- | ------------------------- | -------- |
| 1971-1994                                | François Lacharme | Divers gauche, després PS |          |
| 1994-2001                                | André Desbois     |                           |          |
| 2001-                                    | Pierre Bidaut     |                           |          |
| les dades anteriors no són pas conegudes |                   |                           |          |
|                                          |                   |                           |          |

## Demografia
| A partir de 1990: Població sense dobles comptes |